# Raúl Celis Sanzotti
Raúl Alejandro Celis Sanzotti (Inriville, Córdoba, Argentina, 12 de enero de 1975) es un exfutbolista y actual entrenador de la Reserva de Argentinos Juniors. Jugaba de arquero y su último equipo fue Huracán de Tres Arroyos.

## Trayectoria

### Como jugador
Jugó en varios clubes de su país y de Chile. Fue seleccionado en la Copa Mundial de Fútbol Sub-17 de 1991 realizada en Italia, donde fue titular indiscutido y logró el tercer lugar en el torneo. Debutó el año 1999 en Argentinos Juniors. El año 2003 el golero cordobés deja Argentinos y ficha por Belgrano de Córdoba de su natal Córdoba jugando en la B Nacional. En 2005 cruza la Cordillera de los Andes para llegar a Chile a defender la camiseta de Cobresal donde se volvería figura del cuadro minero llegando a semifinales del Clausura 2005, destacando sus voladas y achiques. En 2006, Cobresal no repetiría las grandes actuaciones que tuvo el 2005, pero a pesar de eso, el golero argentino sería figura y sería el mejor jugador del cuadro minero ese año junto a Juan Quiroga, Iván Guillauma y César Díaz. Sanzotti tendría muy buenos partidos, el más destacado frente a la Universidad de Chile en el Clausura 2006 donde el cordobés tendría 3 grandes tapadas, un remate al ángulo de Waldo Ponce que saca con una volada, una felina reacción a un tiro rasante de Marcelo Salas, y una volada con mano cambiada a un tiro ajustado de Luis Pedro Figueroa. En 2007 ficha por Deportes Concepción donde no logra nada. En 2008 vuelve a Argentina a jugar en equipos de baja categoría (Defensores de Belgrano, Racing de Córdoba y Huracán de Tres Arroyos) en donde finaliza su carrera en 2011.

### Como entrenador
Su debut como DT se produjo en el Campeonato de transición 2016 con el club Argentinos Juniors, donde había sido hasta ese momento entrenador de las divisiones inferiores. Su objetivo como entrenador de Argentinos Juniors era salvarlo del descenso logrando llegar a la última fecha con oportunidad de salvarse del descenso, y aunque éste logra ganar su partido, Sarmiento gana su partido (con un gol en el descuento) y Argentinos Juniors desciende a segunda división. Como director técnico de Argentinos Juniors dirigió 10 partidos con 2 victorias, 4 empates, y 4 derrotas.

## Clubes

### Como jugador
| Club                   | País      | Año       |
| ---------------------- | --------- | --------- |
| Argentinos Juniors     | Argentina | 1995-2003 |
| Belgrano               | Argentina | 2003-2004 |
| Cobresal               | Chile     | 2005-2006 |
| Deportes Concepción    | Chile     | 2007      |
| Defensores de Belgrano | Argentina | 2008-2010 |
| Racing (C)             | Argentina | 2010      |
| Huracán (TA)           | Argentina | 2011      |

### Como técnico
| Club                          | País                 | Años                 | PJ  | PG | PE | PP | GF  | GE  | DIF | EF%    |
| ----------------------------- | -------------------- | -------------------- | --- | -- | -- | -- | --- | --- | --- | ------ |
| Argentinos Juniors (reserva)  | Argentina            | 2016-presente        | 193 | 76 | 53 | 64 | 265 | 217 | +48 | 48.53% |
| Argentinos Juniors (interino) | Argentina            | 2016                 | 11  | 2  | 5  | 4  | 6   | 13  | -7  | 33.33% |
| Argentinos Juniors (Interino) | Argentina            | 2018                 | 3   | 1  | 0  | 2  | 2   | 4   | -2  | 33.33% |
| Total en sus equipos          | Total en sus equipos | Total en sus equipos | 207 | 79 | 58 | 70 | 273 | 234 | +39 | 47.5%  |